# Rob Krier
Rob Krier   (Grevenmacher, 10 de juny de 1938 - Berlín, 20 de novembre de 2023)

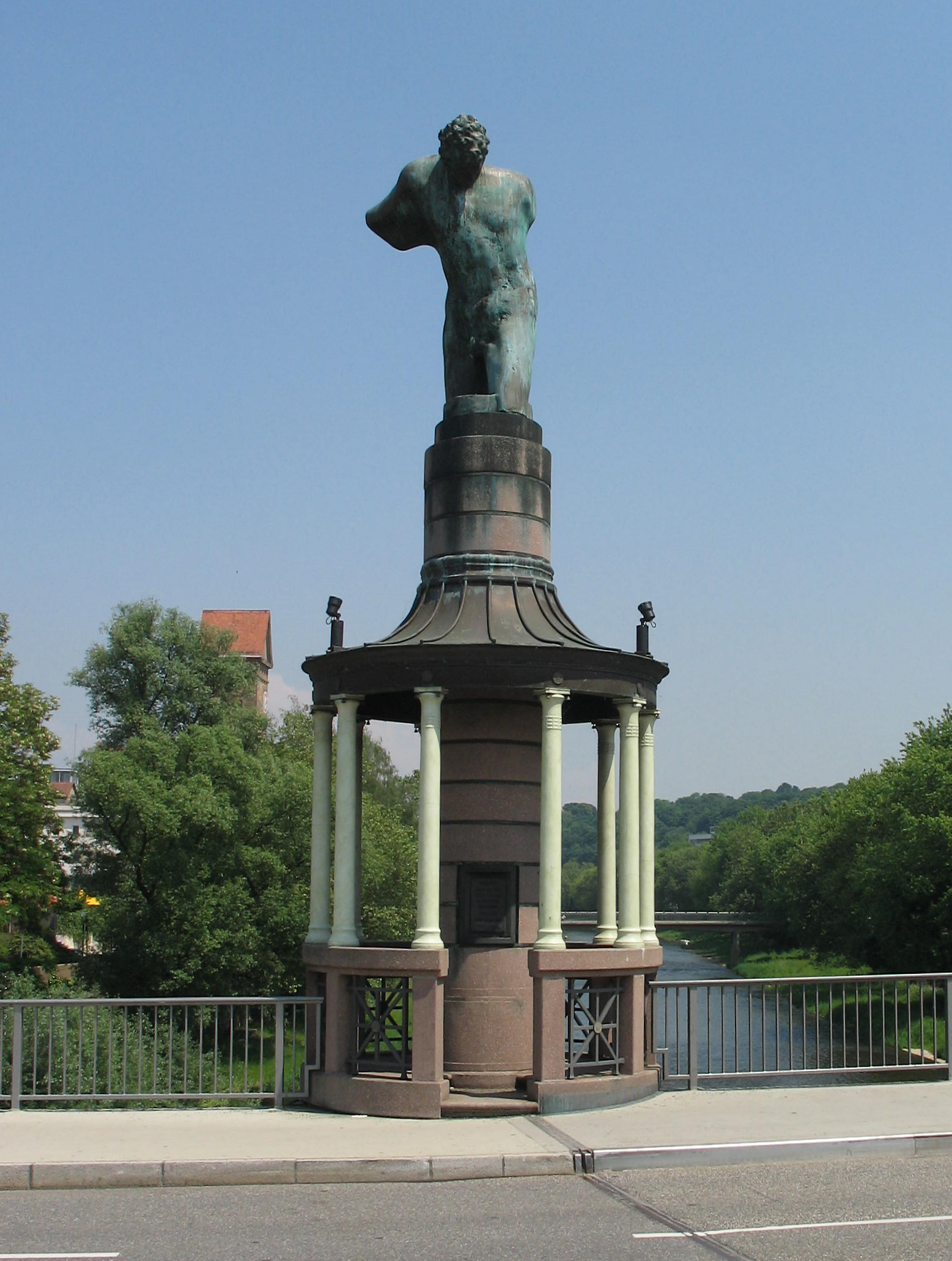
Pavelló dissenyat per Krier a Pforzheim.

 va ser un escultor, arquitecte i urbanista luxemburguès. Fou professor d'arquitectura a la Universitat Tecnològica de Viena. Des de 1993 fins a mitjan 2010, va treballar en col·laboració amb l'arquitecte Christoph Kohl en una oficina conjunta amb seu a Berlín. Era el germà gran del també arquitecte Léon Krier, ambdós representants dels moviments de la Nova Arquitectura Clàssica i Nou Urbanisme.

## Biografia
Krier va estudiar arquitectura a la Universitat Tècnica de Múnic de 1959 a 1964. Després de graduar-se, va treballar amb Oswald Mathias Ungers a Colònia i Berlín (1965-66) i amb Frei Otto a Berlín i Stuttgart (1967-1970). De 1973 a 1975, va ser assistent a l'escola d'arquitectura de la Universitat de Stuttgart. El 1975, va ser professor invitat a l'Escola Politècnica Federal de Lausana. De 1976 a 1998, va ser professor d'arquitectura a la Universitat Tecnològica de Viena. A més a més, el 1996 va ser professor invitat a la Universitat Yale.
De 1976 a 1994, Krier tenia l'oficina del seu propi negoci a Viena. Des de 1992 fins a 2004 va dirigir una oficina conjunta amb Nicolas Lebunetel a Montpeller. El 1993, també va fundar una oficina conjunta amb Christoph Kohl a Berlín.
Krier va cridar per primera vegada l'atenció internacional amb el seu llibre de 1975 Stadtraum, que va ser traduït a l'anglès sota el títol Urban Space el 1979, i reimprès com Stadtraum / Urban Space el 2005.